# Cuarenta mártires
Cuarenta mártires es una enumeración convencional, que se aplica a varios grupos formados por cuarenta mártires que fueron martirizados juntos, o al menos en el mismo país a lo largo de un periodo determinado, y que a lo largo de la historia de la iglesia se ha aplicado a varios casos, comenzando por los Cuarenta mártires de Sebaste, en el cristianismo primitivo, y continuando en la Edad Moderna con los Cuarenta mártires de Inglaterra y Gales y los Mártires del Brasil.
- Datos: Q5793152